# Jerson Cabral
Jerson Cabral est un footballeur néerlandais, né le 3 janvier 1991 à Rotterdam qui évolue au poste d'attaquant au Ionikos FC.

## Biographie

### Enfant de Rotterdam
Originaire de Rotterdam et repéré à l'âge de 7 ans par le Feyenoord, Jerson a pu grandir et s'épanouir dans le foot sans quitter sa ville natale. Une formation des équipes jeunes à l'équipe première au sein de laquelle il débute le 8 août 2010. Une première saison d'apprentissage où il participe à 23 matchs pour 6 titularisations et un but marqué. L'exercice suivant est d'un tout autre calibre. Titularisé à 22 reprises en Eredivisie, il trouve le chemin des filets à 7 reprises. Après cette belle saison, sa carrière s'emmêle dans des histoires contractuelles. 

### FC Twente
Refusant de prolonger alors que son contrat se termine en juin 2013, il est échangé au FC Twente contre Wesley Verhoek le 31 août 2012. Sa première saison, avec une titularisation pour neuf apparitions en Eredivisie, est un échec et il est alors prêté à La Haye. L'ailier y retrouve le chemin des terrains (14 apparitions pour 13 titularisations) mais pas celui des filets. Il s'y distingue surtout par un selfie réalisé en déplacement avec son club où il arbore une casquette du Feyenoord.  
Dans les dernières minutes du mercato d'été 2014, il est à nouveau prêté, cette fois à Willem II. Ses deux seuls buts en championnat sont inscrits face au FC Twente. En fin de saison, il est annoncé une première fois en France, au FC Metz, mais retrouve finalement Twente où il réalise sa première saison pleine dont une fin de saison en boulet de canon avec 6 buts inscrits et 3 passes décisives délivrées sur ses 13 dernières rencontres. 

### SC Bastia
En fin de contrat, c'est à Bastia, où on lui a garanti qu'il sera l'un des joueurs de base de l'équipe, qu'il décide de vivre sa première expérience à l'étranger. 